# ФК Борусија Дортмунд
ФК Борусија Дортмунд, скраћено BVB (према званичном називу:  ), немачки је фудбалски клуб из града Дортмунда. Борусија игра своје утакмице на Сигнал Идуна парку (до 2005. стадион Вестфален), капацитета 80.720 гледалаца. Тренутно се такмичи у Бундеслиги Немачке.

## Историја
Клуб је настао у пивници „Цум Вилдшиц“ 19. децембра 1909. године, када је група студената напустила црквену фудбалску екипу и новом тиму дала име по локалној пивари. Стандардну жуто-црну комбинацију Борусија је добила 14. фебруара 1913, али славу ће стећи тек после Другог светског рата.
После две немачке титуле током ’50-их Борусија је била не само један од оснивача Бундеслиге, него и домаћин оснивачке скупштине. У нову лигу жуто-црни су ушли као шампиони, а постигли су и први гол у њеној историји. Куп Немачке први пут им је припао 1965, а следеће сезоне Борусија је у Глазгову победила Ливерпул 2:1 и дошла до првог европског трофеја (КПК).
Следе деценије кризе, која достиже врхунац 1978, поразом од имењака из Менхенгладбаха од 12:0 (рекорд Бундеслиге). Нови трофеј стиже тек 1989. у Купу Немачке (на финале у Берлин ишло 40 хиљада навијача), што представља увод у златну епоху.
Захваљујући тренеру Отмару Хицфелду и великим улагањима, којима су многи немачки играчи враћени из Италије, Борусија је током 90-их константно постао кандидат за титулу, а наслови су освојени 1995. и 1996. године. Следећа сезона у лиги је прошла лоше, али је Лига шампиона донела славу. После двоструке победе над Манчестер јунајтедом у полуфиналу, ривал у завршном мечу био је Јувентус. Најцењенији тим епохе побеђен је у Минхену резултатом 3:1, уз бриљантни гол Ларса Рикена.
Након тога у наредних 15 година у трофејну салу стигла је само још једна домаћа титула - 2002. године (уз пораз у финалу Купа УЕФА годину дана раније), а финансијска криза у једном тренутку запретила је и банкротом. Ипак, клуб са просеком од преко 77 хиљада гледалаца по мечу у лиги (највише у Европи) успео је да се и уз помоћ спонзора стабилизује.
За сезону 2010/11. Борусија је саставила млад и талентован тим који је изненадио све и освојио титулу Бундеслиге, укупно седму у историји Борусије, чиме се клуб изједначио по титулама на трећем месту са Шалкеом 04. Сезона 2011/12. је била још успешнија јер је Борусија успела да освоји прву дуплу круну (првенство и куп) у клупској историји, али је у финалу Суперкупа поражена другу годину заредом.

## Успеси

### Домаћи
- Првенство Немачке (Бундеслига од сезоне 1963/64)
  - Првак (8) : 1955/56, 1956/57, 1962/63, 1994/95, 1995/96, 2001/02, 2010/11, 2011/12.
  - Други (11) : 1948/49, 1960/61, 1965/66, 1991/92, 2012/13, 2013/14, 2015/16, 2018/19, 2019/20, 2021/22, 2022/23.
- Куп Немачке
  - Освајач (5) : 1964/65, 1988/89, 2011/12, 2016/17, 2020/21.
  - Финалиста (5) : 1962/63, 2007/08, 2013/14, 2014/15, 2015/16.
- Суперкуп Немачке
  - Освајач (7) : 1989, 1995, 1996, 2008 (незванично), 2013, 2014, 2019.
  - Финалиста (6) : 2011, 2012, 2016, 2017, 2020, 2021.
- Фуџи куп Немачке (претеча лига купа)
  - Освајач (2) : 1991, 1993.
  - Финалиста (2) : 1990, 1995.
- Лига куп Немачке
  - Финалиста (1) : 2003.
- Телеком куп Немачке (наследник лига купа)
  - Освајач (1) : 2011.
  - Финалиста (1) : 2012.
- Прва лига Запад
  - Првак (6) : 1947/48, 1948/49, 1949/50, 1952/53, 1955/56, 1956/57.

### Међународни
- Интерконтинентални куп
  - Освајач (1) : 1997.
- УЕФА Лига шампиона
  - Освајач (1) : 1996/97.
  - Финалиста (1) : 2012/13, 2023/24
- Куп победника купова
  - Освајач (1) : 1965/66.
- УЕФА куп
  - Финалиста (2) : 1992/93, 2001/02.
- УЕФА суперкуп
  - Финалиста (1) : 1997.

## Састав из 2020. године
Од 18. фебруара 2020.
| Бр. |             | Позиција | Играч                |
| --- | ----------- | -------- | -------------------- |
| 1   | Швајцарска  | Г        | Роман Бурки          |
| 2   | Француска   | О        | Дан Аксел Загаду     |
| 6   | Данска      | С        | Томас Дилејни        |
| 7   | Енглеска    | С        | Џејдон Санчо         |
| 8   | Њемачка     | С        | Махмуд Дауд          |
| 9   | Норвешка    | Н        | Ерлинг Браут Холанд  |
| 11  | Њемачка     | Н        | Марко Ројс (капитен) |
| 13  | Португалија | О        | Рафаел Гереиро       |
| 14  | Њемачка     | О        | Нико Шулц            |
| 15  | Њемачка     | О        | Матс Хумелс          |
| 16  | Швајцарска  | О        | Мануел Аканџи        |

| Бр. |                           | Позиција | Играч            |
| --- | ------------------------- | -------- | ---------------- |
| 18  | Аргентина                 | О        | Леонардо Балерди |
| 19  | Њемачка                   | С        | Јулијан Брант    |
| 22  | Енглеска                  | С        | Џуд Белигам      |
| 23  | Белгија                   | С        | Торган Азар      |
| 24  | Белгија                   | О        | Томас Меније     |
| 25  | Њемачка                   | Г        | Лука Унбехаун    |
| 26  | Пољска                    | О        | Лукаш Пишчек     |
| 27  | Њемачка                   | С        | Емре Џан         |
| 28  | Белгија                   | С        | Аксел Витсел     |
| 29  | Њемачка                   | О        | Марсел Шмелцер   |
| 32  | Сједињене Америчке Државе | С        | Ђовани Рејна     |
| 35  | Швајцарска                | Г        | Марвин Хиц       |
| 37  | Њемачка                   | С        | Тобијас Рашл     |
| 18  | Њемачка                   | Н        | Јусуфа Мукоко    |

#### На позајмици
| Бр. |         | Позиција | Играч                                            |
| --- | ------- | -------- | ------------------------------------------------ |
|     | Њемачка | О        | Феликс Паслак (Фортуна Ситард до 30. јуна 2020.) |
|     | Њемачка | О        | Џереми Тољан (Сасуоло до 30. јуна 2020.)         |
|     | Турска  | О        | Омер Топрак (Вердер Бремен до 30. јуна 2020.)    |
|     | Њемачка | С        | Џенис Бурнић (Динамо Дрезден до 30. јуна 2020.)  |

| Бр. |         | Позиција | Играч                                          |
| --- | ------- | -------- | ---------------------------------------------- |
|     | Шпанија | С        | Серхио Гомез (Уеска до 30. јуна 2020.)         |
|     | Њемачка | С        | Андре Ширле (Спартак Москва до 30. јуна 2020.) |
|     | Њемачка | Н        | Мариус Волф (Херта Берлин до 30. јуна 2020.)   |

## Б тим
Борусијин Б тим се у сезони 2009/10. није успио изборити за опстанак у Трећој лиги и као осамнаестопласирани тим се у сезони 2010/11. такмичио у Регионалној лиги запад (четврти ранг) и као првак већ након једне сезоне се вратио у Трећу лигу.

## Спонзори
- 1974–1976: Град Дортмунд
- 1976–1978: „Samson“ Tabak, цигарете
- 1978–1980: „Prestolith“ (Motip Dupli GmbH), лакови и боје
- 1980–1983: „UHU“, лепак
- 1983–1986: „Artic“, сладолед
- 1986–1997: „Continentale“, осигурање
- 1997–1999: „s.Oliver“, текстил
- 1999–2005: „E.ON“, енергија
- од 2006: Evonik Industries AG, индустрија